# Leslie Laing
Leslie Laing (Linstead, Jamaica, 19 de febrero de 1925-7 de febrero de 2021) fue un atleta jamaicano, especializado en la prueba de 4x400 m en la que llegó a ser campeón olímpico en 1952.

## Carrera deportiva
En los JJ. OO. de Helsinki 1952 ganó la medalla de oro en los relevos 4x400 metros, batiendo el récord del mundo con un tiempo de 3:03.9 segundos, llegando a meta por delante de Estados Unidos y Alemania (bronce), siendo sus compañeros de equipo Arthur Wint, Herb McKenley y George Rhoden.